# 1775 Zimmerwald
1775 Zimmerwald је астероид главног астероидног појаса са средњом удаљеношћу од Сунца која износи 2,602 астрономских јединица (АЈ).
Апсолутна магнитуда астероида је 12,1.